# أفا لي
أفا لي (بالإنجليزية: Ava Leigh)‏ هي مغنية مؤلفة ومغنية بريطانية، ولدت في 22 نوفمبر 1985 في تشستر في المملكة المتحدة.

## وصلات خارجية
- الموقع الرسمي
- أفا لي على موقع ميوزك برينز (الإنجليزية)
- أفا لي على موقع أول ميوزيك (الإنجليزية)
- أفا لي على موقع ديسكوغز (الإنجليزية)